# Telefaks
Telefaks (tudi samo faks) je telekomunikacijska tehnologija za prenos dokumentov in slik preko običajnega telefonskega omrežja. Optično prebrano tiskano gradivo (besedila in slike) se prenese na telefonsko številko, ki je priključena na tiskalnik ali drugo izhodno napravo. Izvirni dokument je optično prebran s telefaksom, ki jo pretvori v bitno sliko in jo nato prenaša po telefonskem sistemu v obliki zvoka. Prejemnik faksa interpretira tone in rekonstruira sliko, ter natisne papirno kopijo.

## Telefaks v 21. stoletju
V številnih poslovnih okoljih so prostostoječe telefakse zamenjali s telefaks strežniki in drugimi računalniškimi sistemi, ki lahko elektronsko sprejemajo in shranjujejo dohodne fakse, nato pa jih posredujejo uporabnikom na papirju ali po elektronski pošti (ki je lahko zavarovana). Takšni sistemi zmanjšajo stroške zaradi odprave nepotrebnih izpisov in z zmanjšanjem števila vhodnih analognih telefonskih linij, ki jih potrebuje pisarna.
Nekdaj povsod prisoten telefaks je prav tako začel izginjati iz majhnega pisarniškega in domačega pisarniškega okolja. Storitve oddaljenega gostovanja faks strežnikov so široko dostopne s strani ponudnikov VoIP in e-pošte ter specializiranih ponudnikov storitev internetnega faksiranja, kar uporabnikom omogoča pošiljanje in prejemanje faksov z uporabo obstoječih e-poštnih računov brez potrebe po strojni opremi ali namenskih faksih.